# Наги
На́ги (санскр. नाग, IAST: nāga — «змей») — змееподобные мифические существа в индуизме и буддизме. Изображаются в виде змей с человеческими торсом и головой, иногда укрытой сверху веером змеиных голов. По поверьям, обитают в пещерах и водоёмах, на земле, в воде или под землёй.
В камбоджийском искусстве наги изображаются с девятью головами.

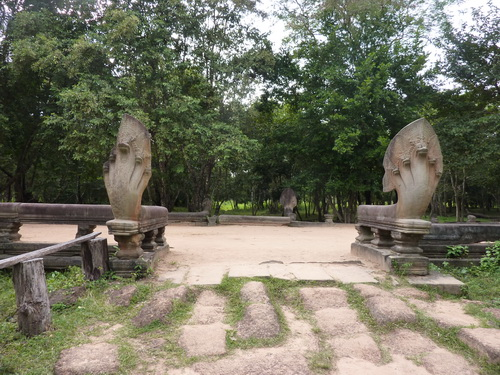
Наги в Бенг-Мелеа у входа в храм

## Мифология
Мифология «человека-змея» имеет древние корни. Нагов изображают с головой человека, они — символ мудрости. В странах, где распространён индуизм, существует культ змеи и связанные с ним праздники. В Индии предполагают, что змей-наг был тотемом одного из могущественных древних племён, представителей которого называли "наги". Мудреца Патанджали изображают в виде нага, верхняя половина которого имеет человеческий облик. Утверждается, что наги хранили истину в тайне до тех пор, пока люди не созрели для её понимания. В индуистских и буддийских сказаниях нагами заселены планеты Махатала и Патала (Нагалока). В виде змеи изображают кундалини, энергию, по поверьям, поднимающуюся в человеке при духовной практике от самого нижнего на теле нервного центра (чакра) к высшему, в котором, будто бы происходит слияние с богом. Наги Мучалинда защитил своим капюшоном Будду от палящего солнца и дождя во время его медитации перед просветлением.

Изображение Нюйвы и Фуси на надгробной стеле (вверху)

В китайской мифологии прародительница человечества богиня Нюйва и её брат и супруг, первый правитель Фуси, изображаются в виде наг.

## В массовой культуре
- Наги являются существами игр Heroes of Might and Magic III, Might and Magic VIII: Day of the Destroyer и Heroes of Might and Magic IV. В них наги представлены в виде крупных змей с человеческим торсом, многоруких, вооружённых мечами. Во вселенной Асхана начиная с Might & Magic Heroes VI стали полноценной расой, основанной на японской культуре и представленной фракцией Святилище.
- Нага является героем в игре Dota 2 под названием Naga Siren. Своей мощной способностью она обращает врагов в сон, а союзники восстанавливают здоровье и ману.
- Также наги представлены во вселенной игры Warcraft[1].
- Наги появляются в Disciples III.
- Кобры Наг и Нагайна — змеи из сказки Р. Киплинга «Рикки-Тикки-Тави».

## Природные явления
- Огненные шары Наг — уникальный природный феномен на реке Меконг в Таиланде и Лаосе, который местные культурные традиции связывают с нагами.